# 高铁岭镇
高铁岭镇，是中华人民共和国湖北省咸寧市嘉鱼县下辖的一个乡镇级行政单位。

## 行政区划
高铁岭镇下辖以下地区：
高铁岭社区、新庄村、广济堂村、西海村、杨山村、石泉村、白果树村、临江村、八斗角村、九龙村和陆水村。